# Machimus armipes
Machimus armipes là một loài ruồi trong họ Asilidae. Machimus armipes được Becker miêu tả năm 1913. Loài này phân bố ở vùng Cổ Bắc giới.